# Jini
Jini (Apache River) — сетевая архитектура для создания распределенных систем, для которых масштабирование, скорость изменений и сложность взаимодействия важны и не могут быть обеспечены другими технологиями. Jini предоставляет гибкую инфраструктуру для предоставления сервисов в сети и взаимодействия с клиентами, которые используют различные программно-аппаратные реализации.
Сетевая технология Jini — это открытая архитектура, которая позволяет разработчикам создавать высокоадаптивные сетевые сервисы. Технология может использоваться для создания адаптивных сетей, которые достаточно гибки и масштабируемы.

## Jini и UPnP
Используя Jini Surrogate Architecture, можно интегрировать Jini и Universal plug-and-play (UPnP). UPnP устройство через суррогат может получить доступ к Jini-сети.